# Fernando Guzzoni
Pour les articles homonymes, voir Guzzoni.
Fernando Guzzoni, né le 30 juillet 1983 à Santiago (Chili), est un scénariste et réalisateur chilien.

## Biographie
En 2010, Fernando Guzzoni fait partie des douze bénéficiaires sélectionnés parmi 180 candidats de la Ciné fondation du Festival de Cannes et obtient une importante bourse pour écrire à Paris le scénario de son premier long métrage de fiction Carne de Perro.

## Filmographie
- 2008 La Colorina, documentaire sur la poétesse Stella Díaz Varín
- 2008 Chilenos Todos, série télévisée
- 2008 Zapatillas de Culto, documentaire
- 2009 Días Robados
- 2009 La Ñoko
- 2012 Carne de perro (Dog flesh)
- 2016 Jesús, petit crimimel[2],[3].

## Récompenses
- 2008 : meilleur film au Festival de Trieste pour La Colorina
- 2009 : prix des Jeunes Réalisateurs de Biarritz pour Días Robados au Festival Biarritz Amérique latine
- 2012 : prix Kutxa du meilleur film dans la section nouveaux réalisateurs au Festival international du film de San Sebastián
- 2012 : prix Ingmar Bergman au Festival du film de Göteborg
- 2016 : prix du meilleur acteur pour Nicolas Dúran dans Jesús : petit crimimel au Festival du film de Turin